# トレピブトン
トレピブトン（INN：trepibutone）とは、4-オキソ-4-(2,4,5-トリエトキシフェニル)ブタン酸の事である。ヒトにおいて、オッディ筋を弛緩し易くする作用を持っている。主に、胆汁や膵液が十二指腸へと流れ込み易くする目的で、医薬として経口投与で用いられる場合が有る。

## 作用機序
トレピブトンは末梢性のCOMTの阻害薬の1つである

。
この作用によって、末梢で分泌されたノルアドレナリンの不活化する速度を低下させ、結果としてノルアドレナリンの濃度が上昇する。アドレナリンβ2受容体が作動する事で、胆管の平滑筋が弛緩させる

。
さらに、トレピブトンはヒトの身体の方々に見られる平滑筋の中でも、胆汁や膵液が十二指腸へと流れる出口部分に有るオッディ筋を、やや選択的に弛緩させる傾向を有する

。
このトレピブトンのオッディ筋に対する弛緩作用には、平滑筋が収縮する際にカルモジュリンに作用するカルシウムイオンを、筋小胞体のような細胞内のカルシウムイオンを貯蔵しておく場所への、カルシウムイオンの取り込みを、トレピブトンが促進する作用も関与しているとされている

。
これらの平滑筋に対する作用よってトレピブトンは、胆管において胆汁が流れ易くして十二指腸への排出を促進すると同時に、膵液の十二指腸への流れ込みも促進する

。
なお、以上の作用に加えて、トレピブトンは胆汁や膵液その物の分泌促進作用も有する
。

## その他の医薬
トレピブトンの作用機序は抗コリン作用を利用した物ではない。したがって、同じく胆道系疾患に用いられる場合も有るチキジウムやブチルスコポラミンなどのような、抗コリン作用を利用した医薬とは異なり、例えば、緑内障や前立腺肥大やイレウスや心疾患を有する患者に対しても、トレピブトンならば使用可能である

。
なお、トレピブトンと同様にCOMT阻害作用を持ち、抗コリン作用を利用せずに、オッディ筋を弛緩させて、胆汁や膵液を十二指腸に流れ易くするために用いる医薬としてフロプロピオンが知られる

。
しかしながら、フロプロピオンでは利尿作用も見られ、尿路結石の排出促進のためにも用いるなど、違いも見られる
。